# Кутелія Іраклій Рубенович
Іра́клій Рубе́нович Куте́лія (5 квітня 1994 — 9 грудня 2015) — старший солдат Збройних сил України, учасник російсько-української війни.

## Життєпис
Народився 1994 року в селі Араду Очамчирського району (АР Абхазія, Грузія), за національністю грузин. 1996 року з сім'єю переїхав до села Олексіївка Первомайського району (Харківська область). Закінчив Олексіївський НВК, заочно навчався у машинобудівному коледжі. Від жовтня 2013 року служив за контрактом, спочатку гранатометником, потім — механіком-водієм бойової машини піхоти, 1-й батальйон 93-ї окремої механізованої бригади.
Брав участь у боях на сході України. З березня по серпень 2014 року перебував на українсько-російському державному кордоні біля села Нянчине Білокуракинського району; від серпня 2014 року брав участь в боях за місто Іловайськ. Під Іловайськом Іраклій з побратимами захопив російський танк Т-72Б3 та пригнав його до місця дислокації батальйону — в село Многопілля Амвросіївського району. При виході з Іловайського котла цей танк створював вогневий щит. Потрапив у полон під Іловайськом з множинними осколковими пораненнями, де провів 2 тижні, за цей час медичної допомоги йому не надавали; після звільнення і лікування повернувся на передову.
9 грудня 2015 року в другій частині дня поблизу селища Опитне Ясинуватського району під час переміщення між опорними пунктами на вибуховому пристрої підірвалась БМП-2, загинули двоє військовиків — Іраклій Кутелія та Олексій Болдирєв, 7 військових дістали поранень.
12 грудня 2015 року похований в селі Олексіївка Первомайського району.

## Нагороди та вшанування
За особисту мужність, сумлінне та бездоганне служіння Українському народові, зразкове виконання військового обов'язку відзначений — нагороджений
- орденом «За мужність» ІІІ ступеня (1.3.2016, посмертно)[1]
- медаль «Захиснику Вітчизни» (08.05.2015),
- відзнакою «Народний Герой України» (10.02.2016; посмертно).

Вшановується в меморіальному комплексі «Зала пам'яті», в щоденному ранковому церемоніалі 9 грудня.